# Lucidestea pallaryi
Lucidestea pallaryi is een slakkensoort uit de familie van de Rissoidae. De wetenschappelijke naam van de soort is voor het eerst geldig gepubliceerd in 1928 door Hornung & Mermod.